# Phanaspa dilatatalis
Phanaspa dilatatalis là một loài bướm đêm trong họ Erebidae.